# Monasterio de San Bartolomé

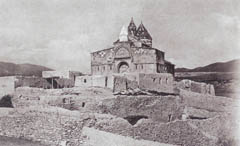
El monasterio en 1911.

El monasterio de San Bartolomé (en armenio, Սուրբ Բարթողոմէօս Վանք) es un monasterio construido entre el siglo XIII y el siglo XVIII en Vaspurakan, actualmente situado al este de Turquía en la ciudad de Başkale en la provincia de Van. Se le consideraba uno de los principales sitios de peregrinación para los armenios, ya que fue construido en el lugar del martirio de San Bartolomé, quien se dice que llevó el cristianismo a Armenia. La estructura principal se encuentra bastante ruinosa en la actualidad.
La tumba tradicional del apóstol Bartolomé se encontraba en una sacristía en la parte norte. La tumba tenía el texto: «Այս է տապան հանգստեան սբ. Բարդուղիմէոսի սրբազան առաքելոյ առաջին լուսաւորչին Հայաստանեաց աշխարհի »( Ays ē tapan hangstean sb. Bardughimēosi srbazan arakeloy arajin lusaworchin Hayastaneats 'ashkharhi) ("Esta es el arca de descanso del santo apóstol San Bartolomé quien fue el primer Iluminador de Armenia"). 
En 1647, el monasterio de San Bartolomé formó una sola congregación con el cercano monasterio de Varagavank. Un terremoto en 1715 destruyó su cúpula y socavó las paredes. La cúpula fue reconstruida entre 1755-1760. 
El monasterio prosperó en la segunda mitad del siglo XIX. Se abrió una escuela en él. La cúpula fue nuevamente arruinada en 1860 y reconstruida en 1878. A fines del siglo XIX, el monasterio era la sede de una diócesis que cubría alrededor de 100 aldeas armenias y grandes territorios de pastos, campos y bosques.  

Fue abandonado en 1915 durante el genocidio armenio.
- Datos: Q3119445
- Multimedia: Saint Bartholomew Monastery / Q3119445